# Mairy
Pour les articles homonymes, voir Mairy (homonymie).
Pour les articles ayant des titres homophones, voir Mery, Merry, Merri et Mairie.
Mairy est une ancienne commune française située dans le département des Ardennes en région Grand Est.
Le 15 septembre 2015, elle devient une commune déléguée de la commune nouvelle de Douzy.

## Géographie
Le village est situé à 2,5 km au sud de Douzy.

## Toponymie
Voir celle de la commune de Mairy-sur-Marne.

## Histoire
Des fouilles ont mis au jour des objets de la culture de Michelsberg et sont visibles au musée de l'Ardenne à Charleville-Mézières[réf. souhaitée].
Le 15 septembre 2015, Mairy fusionne avec Douzy pour former une commune nouvelle qui prend le nom de Douzy. Mairy devient une commune déléguée.

## Politique et administration

### Liste des maires
| Période                                  | Période           | Identité        | Étiquette | Qualité     |
| ---------------------------------------- | ----------------- | --------------- | --------- | ----------- |
| Les données manquantes sont à compléter. |                   |                 |           |             |
| 1830                                     | 1882              | Ponce Didier    |           |             |
| 1882                                     |                   | Henri Jacquet   |           |             |
| Mai 2001                                 | Décembre 2001     | Michel Parpaite |           | Agriculteur |
| Décembre 2001                            | 15 septembre 2015 | Lucien Evrard   |           |             |

## Population et société

### Démographie
L'évolution du nombre d'habitants est connue à travers les recensements de la population effectués dans la commune depuis 1793. À partir du 1er janvier 2009, les populations légales des communes sont publiées annuellement dans le cadre d'un recensement qui repose désormais sur une collecte d'information annuelle, concernant successivement tous les territoires communaux au cours d'une période de cinq ans. 
Pour les communes de moins de 10 000 habitants, une enquête de recensement portant sur toute la population est réalisée tous les cinq ans, les populations légales des années intermédiaires étant quant à elles estimées par interpolation ou extrapolation. Pour la commune, le premier recensement exhaustif entrant dans le cadre du nouveau dispositif a été réalisé en 2008,.
En 2013, la commune comptait 257 habitants, en évolution de +20,09 % par rapport à 2008 (Ardennes : −1,26 %, France hors Mayotte : +2,49 %).
| 1793 | 1800 | 1806 | 1821 | 1831 | 1836 | 1841 | 1846 | 1851 |
| ---- | ---- | ---- | ---- | ---- | ---- | ---- | ---- | ---- |
| 260  | 253  | 253  | 264  | 291  | 322  | 333  | 364  | 346  |

| 1866 | 1872 | 1876 | 1881 | 1886 | 1891 | 1896 | 1901 | 1906 |
| ---- | ---- | ---- | ---- | ---- | ---- | ---- | ---- | ---- |
| 341  | 353  | 343  | 335  | 298  | 285  | 253  | 245  | 241  |

| 1911 | 1921 | 1926 | 1931 | 1936 | 1946 | 1954 | 1962 | 1968 |
| ---- | ---- | ---- | ---- | ---- | ---- | ---- | ---- | ---- |
| 241  | 188  | 176  | 160  | 160  | 152  | 153  | 124  | 128  |

| 1975 | 1982 | 1990 | 1999 | 2008 | 2013 | - | - | - |
| ---- | ---- | ---- | ---- | ---- | ---- | - | - | - |
| 135  | 135  | 140  | 141  | 214  | 257  | - | - | - |

## Culture locale et patrimoine

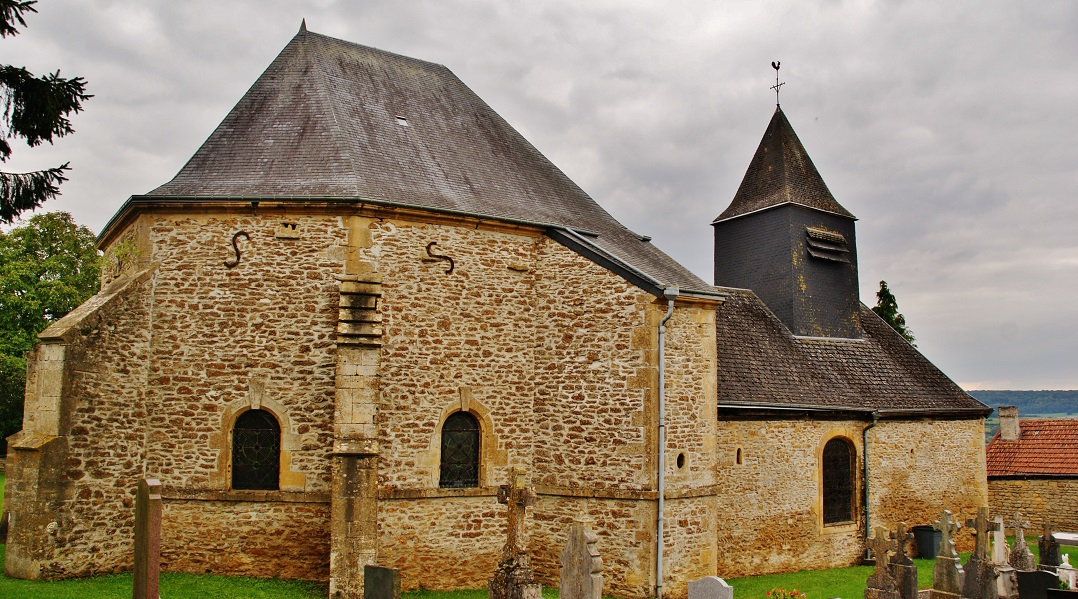
L'église Saint-Rémi.

### Lieux et monuments
- L'église paroissiale Saint-Rémi[8],[9].

- Le site archéologique des Hautes Chanvières.

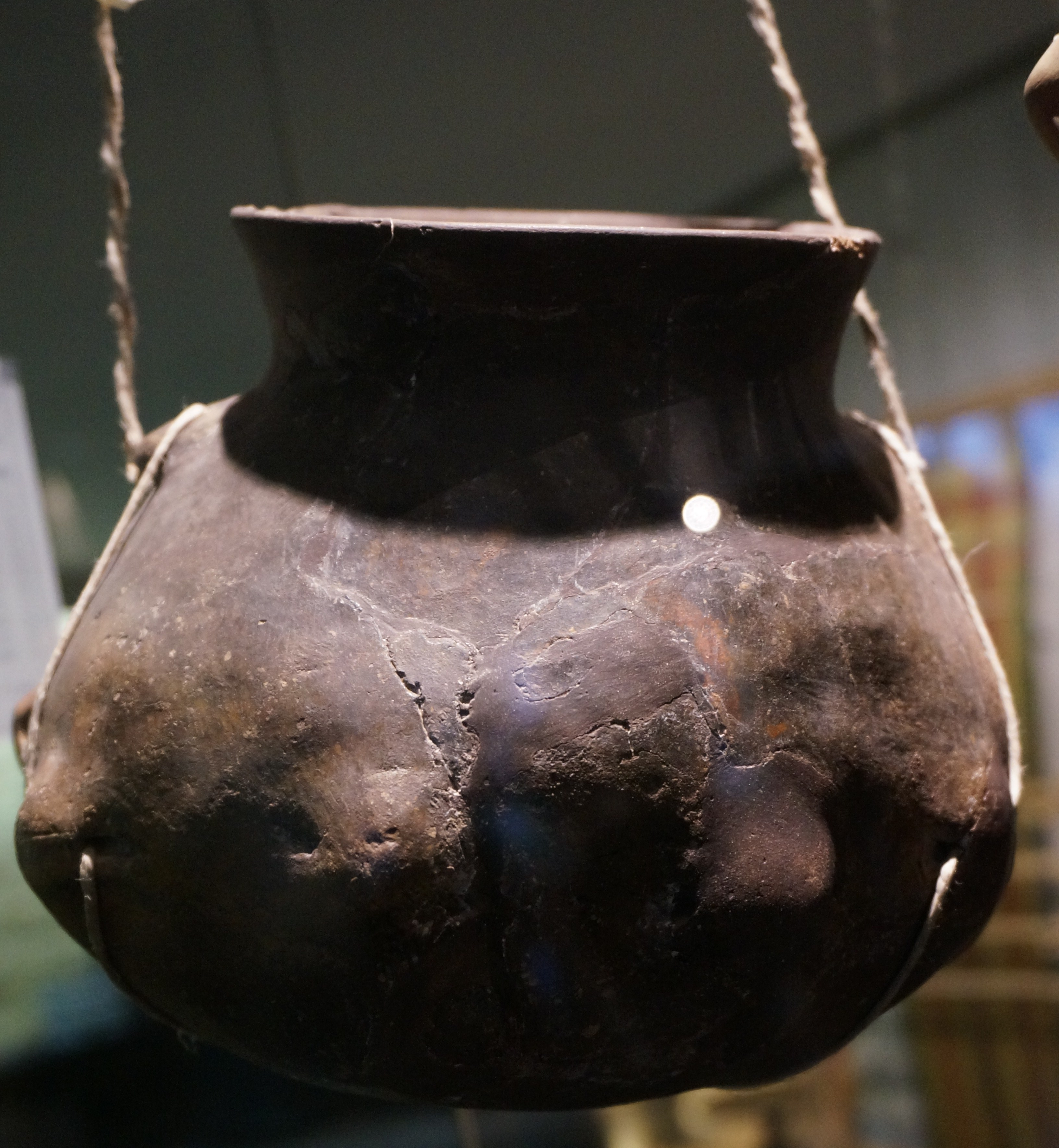
Cruche à suspension.
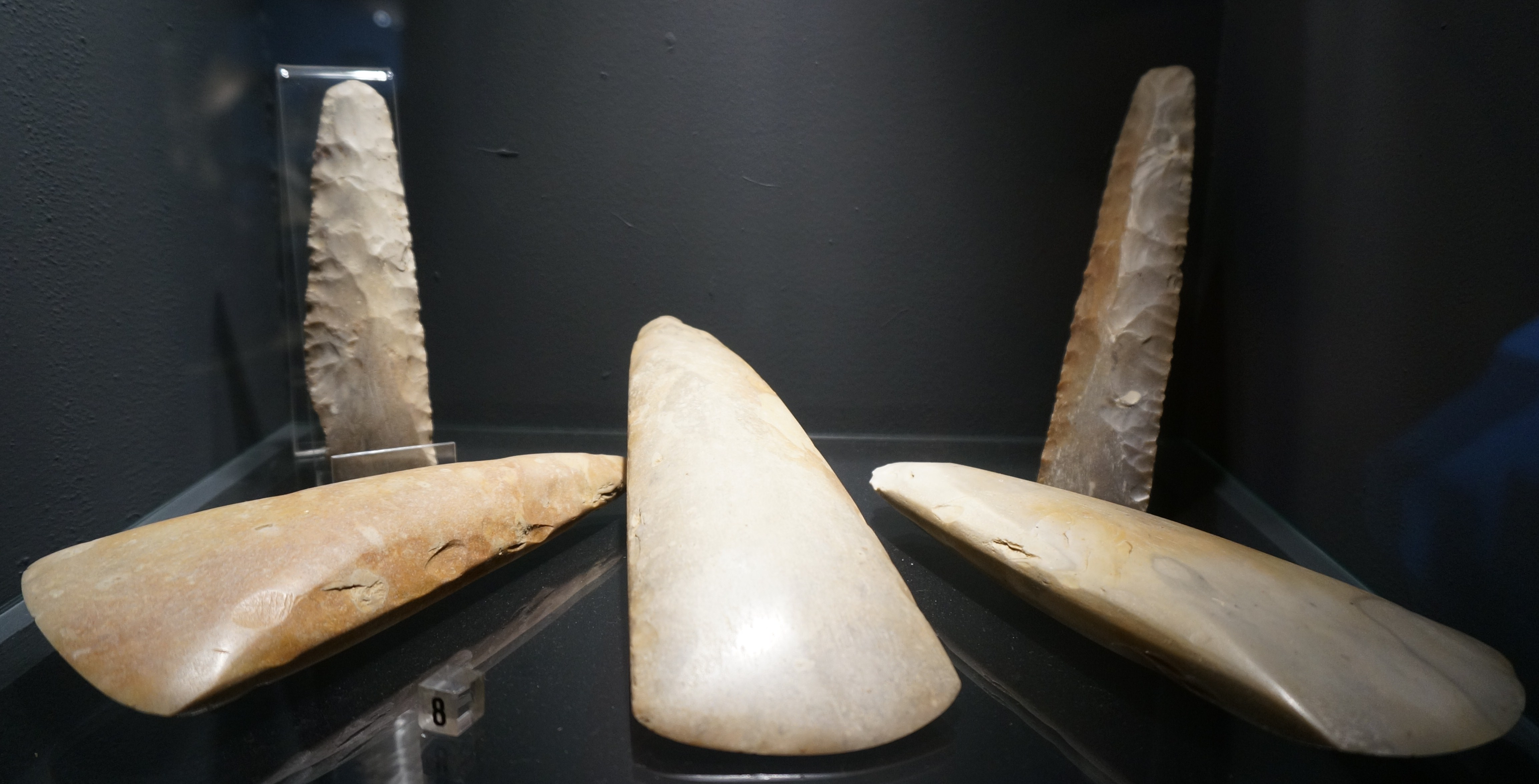
Haches polies.
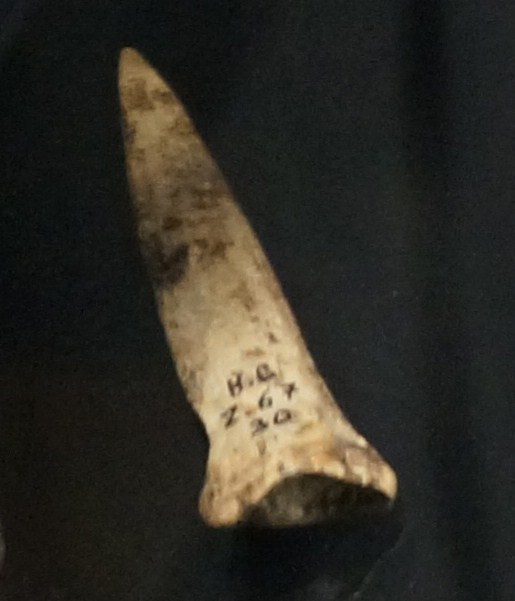
Poinçon en os.

### Héraldique
| Armes de Mairy | Les armes de Mairy se blasonnent ainsi : D’azur à la tour d’argent ouverte et ajourée du champ, accostée de deux croissants du même, au chef aussi d’argent chargé de deux merlettes affrontées de gueules. |